# France compétences
France compétences est une institution nationale publique française dotée de la personnalité morale et de l'autonomie financière, créée au 1er janvier 2019 en application de la loi pour la liberté de choisir son avenir professionnel du 5 septembre 2018. 
Elle est l'autorité nationale unique de régulation et de financement de la formation professionnelle et de l’apprentissage et remplace l'ancienne Commission nationale de la certification professionnelle (CNCP) pour la gestion du Répertoire national des certifications professionnelles (RNCP).

## Historique
France compétences a été précédée de plusieurs organismes qui se partageaient la gouvernance de la formation professionnelle : le Conseil national de l'emploi, de la formation et de l'orientation professionnelles (CNEFOP), instance quadripartite, et deux instances paritaires, le Comité paritaire interprofessionnel national pour l’emploi et la formation (COPANEF) et le Fonds paritaire de sécurisation des parcours professionnels (FPSPP). Le CNEFOP est une institution d’échanges, mais ne constitue pas une structure de pilotage et de construction des politiques publiques. Le COPANEF, qui ne bénéficie pas de la personnalité morale, a été introduit dans la loi du 5 mars 2014 pour élaborer la liste nationale interprofessionnelle des formations éligibles au compte personnel de formation (CPF) et suivre l’évolution de la mise en œuvre du compte, aussi bien sur le plan qualitatif que quantitatif. Il est également chargé de définir les orientations paritaires en matière de formation et d’emploi et d’en suivre la coordination. Le Fonds paritaire de sécurisation des parcours professionnels (FPSPP) est une association à gestion paritaire chargé de recevoir, de mutualiser et de réaffecter des fonds afin de renforcer l’investissement au profit de la formation des publics prioritaires du point de vue de l’accès et du maintien en emploi (salariés des très petites entreprises (TPE) et des petites et moyennes entreprises (PME), les salariés les moins qualifiés ou confrontés à des mutations(économiques, et les demandeurs d’emploi).
La valorisation de la formation professionnelle est effectuée par le Répertoire national des certifications professionnelles (RNCP) à partir de 2002. Celui-ci présente et classe les diplômes et les titres à finalité professionnelle, selon leur domaine d'activité et leur niveau. Le RNCP était préalablement établi et mis à jour par la Commission nationale de la certification professionnelle (CNCP), jusqu'en 2019, année où France compétences en reprend la responsabilité et où la CNCP est abrogée.
Un des objectifs qui a présidé à l'élaboration de la « loi pour la liberté de choisir son avenir professionnel » du 5 septembre 2018 est de repenser les instances de gouvernance et de gestion au niveau national dans un objectif de simplification, d’efficacité, de renforcement de la coordination.
France compétences, créée avec la loi pour la liberté de choisir son avenir professionnel, remplace les différentes instances de gouvernance nationales par une seule structure.

### Réactions
Les partenaires sociaux ont accueilli cette réforme avec des réserves, en considérant que l'État prend trop d'importance dans les instances mises en place, à leur détriment.

Ainsi, Geoffroy Roux de Bézieux précise : 

« Le Medef sera très attentif à la manière dont cette gouvernance vivra dans la durée. Nous gardons en tête des exemples malheureux de situations où un État majoritaire dans une instance multipartite a eu tendance à ne plus écouter la voix des entreprises. »

Lionel Lerogeron indique lui que 

« la CGT reste plus que jamais attachée au champ de la formation professionnelle, même si la reprise en main par l’État au travers de France compétence n’augure rien de bon pour la mise en œuvre de la loi. Avec ses 45 voix plus les 10 voix des personnalités qualifiées nommées par le gouvernement, l’État sera majoritaire. Les organisations syndicales auront du mal à faire entendre leur voix. »

## Missions
Un rapport d'activité est remis chaque année au Parlement et au ministre chargé de la formation professionnelle pour indiquer la mise en œuvre des missions dévolues à France compétences.

### Contrôle et certification des diplômes

Logos garantissant la certification au RNCP et au Répertoire spécifique.

Elle contribue au suivi et à l'évaluation de la qualité des actions de formation dispensées. À ce titre, elle émet des avis et des recommandations. Elle suit la mise en œuvre des contrats de plan régionaux de développement des formations et de l'orientation professionnelles. Elle garantit la pertinence des certifications professionnelles et leur adéquation avec les besoins de l’économie. Elle effectue un travail d’enregistrement, de mise à jour et de lisibilité des certifications inscrites au Répertoire national des certifications professionnelles (RNCP) et au Répertoire spécifique des certifications et des habilitations (RS). 
En France, la Commission nationale de la certification professionnelle (CNCP) était - jusqu'à sa disparition en 2019 - une commission interministérielle, interprofessionnelle et interinstitutionnelle rattachée à France compétences. Elle a été créée par la loi de modernisation sociale. Elle est placée sous l'autorité du ministre chargé de la formation professionnelle. Elle est composée de seize représentants ministériels, de dix partenaires sociaux, de trois représentants élus des chambres consulaires, de trois représentants élus des régions et de douze personnes qualifiées. Ces commissaires sont nommés par arrêté du Premier ministre pour une durée de cinq ans renouvelable. Elle s'est substituée à l'ancienne Commission technique d’homologation des titres et diplômes de l’enseignement technologique.
Cette commission a plusieurs missions :
- Répertorier l'offre de certifications professionnelles, sous la forme du RNCP
- Instruire les demandes d’enregistrement et actualiser le RNCP (dont la gestion est déléguée à un nouvel organisme depuis janvier 2019 : France compétences.)
- Veiller au renouvellement et à l'adaptation des diplômes et titres, et suivre l'évolution des qualifications et de l'organisation du travail
- Émettre des recommandations à l'attention des institutions délivrant des certifications professionnelles ou des certificats de qualification. Elle signale aux particuliers et aux entreprises les éventuelles correspondances totales ou partielles entre les certifications enregistrées dans le répertoire national, ainsi qu'entre ces dernières et d'autres certifications (notamment européennes)
- Réaliser l’évaluation publique des certificats de qualification professionnelle, la CNCP de France Compétences s’appuie sur les travaux d’une commission spécialisée, d’un secrétariat permanent, et d'un réseau de correspondants régionaux. Elle contribue aux travaux internationaux sur la transparence des qualifications.

### Formation professionnelle
France compétences assure la répartition et le versement des fonds mutualisés de la formation professionnelle et de l’alternance.
Elle verse aux opérateurs de compétences des fonds pour un financement complémentaire des contrats d'apprentissage et de professionnalisation et des reconversions ou promotions par alternance. Elle verse aux régions des fonds pour le financement des centres de formation d'apprentis ; à la Caisse des dépôts et consignations, pour le financement du compte personnel de formation (CPF) ; aux commissions paritaires interprofessionnelles régionales (CPIR) pour le financement des projets de transition professionnelle ; à l’État pour la formation des demandeurs d’emploi.
De plus elle assure la veille, l'observation et la transparence des coûts et des règles de prise en charge en matière de formation professionnelle. Les centres de formation d'apprentis ont l'obligation de transmettre à France compétences tout élément relatif à la détermination de leurs coûts.
Tout actif peut bénéficier gratuitement d’un conseil en évolution professionnelle (CEP), pour s’orienter et construire un projet professionnel. France compétences l'organise et le finance à destination de l’ensemble des actifs occupés (hors agents publics). Elle émet des recommandations sur l'articulation des actions en matière d'orientation, de formation professionnelle et d'emploi. Elle est garante de l'égal accès de tous les actifs à la formation professionnelle continue et à l'apprentissage,.
Les organismes habilités à délivrer le CEP sont France Travail, l'Association pour l'emploi des cadres (Apec), les Fongecif, OPACIF et le CAP emploi pour les personnes en situation de handicap.

## Gouvernance
France-compétences est placée sous la tutelle du ministre chargé de la formation professionnelle. Cette institution a le statut d'établissement public à caractère administratif doté de la personnalité morale et de l'autonomie financière. Ses orientations stratégiques sont déterminées par une gouvernance quadripartite composée de l’État, des régions, des organisations syndicales de salariés et d’employeurs représentatifs au niveau national et interprofessionnel, et de personnalités qualifiées.
France compétences est administrée par un conseil d'administration et dirigée par un directeur général.

### Conseil d'administration et direction
Il comprend 15 membres. Le collège des représentants de l'État comprend de trois membres disposant de quarante-cinq voix.
Le collège de représentants des organisations syndicales de salariés représentatives au niveau national et interprofessionnel comprend cinq représentants disposant de vingt voix. Le collège de représentants des organisations professionnelles d'employeurs représentatives au niveau national et interprofessionnel comprend trois membres disposant de vingt voix. Le collège de représentants des régions comprend deux représentants des conseils régionaux, disposant chacun de sept voix et demie. Le collège de personnalités qualifiées désignées par le ministre chargé de la formation professionnelle comprend deux membres de sexe différent, dont au moins une personne titulaire d'un mandat électif local, disposant chacun de cinq voix. 
Le président du conseil d'administration est nommé par décret du président de la République parmi le collège des personnalités qualifiées. Le premier président est Jérôme Tixier (ancien directeur général des relations humaines de L'Oréal), nommé par décret du 14 janvier 2019.
Le directeur général est nommé par décret, après avis du conseil d'administration. Il est auditionné par le Parlement avant sa nomination et durant l'exercice de ses fonctions. Le premier directeur général est Stéphane Lardy (ancien secrétaire confédéral de Force ouvrière puis inspecteur général des affaires sociales ; directeur adjoint, en 2017, du cabinet de la ministre du Travail, Muriel Pénicaud), nommé par décret du 26 février 2019.

### Médiateur
Un médiateur, au sein de France compétences, est chargé d'instruire les réclamations individuelles des usagers. Il établit un rapport annuel dans lequel il formule les propositions qui lui paraissent de nature à améliorer le fonctionnement de France compétences et le service rendu aux usagers. 

## Financement
Une convention triennale d'objectifs et de performance est conclue entre l'État et France compétences. Cette convention définit les modalités de financement, la mise en œuvre des missions et les modalités de suivi de l'activité. 
Le budget prévisionnel 2019 est d'un montant de 2,85 milliards d’euros, somme fondée sur l’estimation de la collecte au titre de la formation professionnelle basée sur la masse salariale 2019, ce budget est composé de 2,83 milliards alloués au budget d’intervention et de 20,5 millions d’euros pour le budget de fonctionnement et d’investissement de l’établissement.
L'institution est soumise en matière de gestion financière et comptable aux règles applicables aux entreprises industrielles et commerciales. Elle est soumise à l'ordonnance n° 2015-899 du 23 juillet 2015 relative aux marchés publics.

### Sources
- Loi n° 2014-288 du 5 mars 2014 relative à la formation professionnelle, à l'emploi et à la démocratie sociale
- Arrêté du 16 juillet 2014 fixant le cahier des charges relatif au conseil en évolution professionnelle